# Смолл, Грета
Гре́та Смолл (англ. Greta Small; род. 26 октября 1995 года, Вангаратта, Австралия) — австралийская горнолыжница, участница зимних Олимпийских игр 2014 и 2018 годов.

## Спортивная биография
Заниматься горными лыжами Грета Смолл начала в 10 лет. На соревнованиях под эгидой FIS Грета начала выступать в 2010 году. В феврале 2011 года она впервые выступила на молодёжном чемпионате мира, но её ни разу не удалось даже попасть в тридцатку сильнейших. Начиная с сезона 2011/2012 австралийская горнолыжница стала выступать в Кубке Австралии и Новой Зеландии, Кубке Северной Америки, а также в Кубке Европы. В первый же сезон ей удалось выиграть общий зачёт Кубка Австралии и Новой Зеландии, повторив это достижение и в следующем году. В 2012 году Грета Смолл выступила на первых в истории зимних юношеских Олимпийских играх, которые прошли в австрийском Инсбруке. При этом спортсменке было доверено право нести флаг Австралии на церемонии открытия Игр.
В 2013 году молодая спортсменка дебютировала на чемпионате мира. Смолл выступила во всех дисциплинах, а лучшим результатом на мировом первенстве для Греты стало высокое 25-е место в комбинации. На этапах Кубка мира Грета Смолл впервые выступила 26 октября 2013 года в австрийском городе Зёльден, где спортсменка выступила в гигантском слаломе, но она не смогла квалифицироваться во вторую попытку.
В 2014 году Грета Смолл выступила на зимних Олимпийских играх в Сочи. Австралийская спортсменка приняла участие во всех дисциплинах. Наилучшего для себя результата Грета добилась в суперкомбинации, показав по итогам двух спусков 15-й результат. В скоростном спуске Смолл показала 29-е время, отстав от победительницы словенки Тины Мазе чуть более, чем на 3 секунды. В слаломе и в гигантском слаломе Грете не удалось показать хорошее время, в результате чего она не смогла попасть в тридцатку сильнейших, а в супергиганте ей и вовсе не удалось завершить гонку.

## Результаты

### Олимпийские игры
| Олимпийские игры | Скоростной спуск | Супергигант | Гигантский слалом | Слалом | Комбинация |
| ---------------- | ---------------- | ----------- | ----------------- | ------ | ---------- |
| Сочи 2014        | 29               | DNF         | 41                | 31     | 15         |

### Чемпионат мира
| Чемпионат мира | Скоростной спуск | Супергигант | Гигантский слалом | Слалом | Комбинация |
| -------------- | ---------------- | ----------- | ----------------- | ------ | ---------- |
| Шладминг 2013  | 33               | DNS1        | 45                | 45     | 25         |

## Награды
- Спортсменка года в Австралии в лыжах и сноуборде: 2013.
- Молодая спортсменка года в Австралии в лыжах и сноуборде: 2012, 2013.
- Восходящая звезда года в Австралии в лыжах и сноуборде: 2011.

## Личная жизнь
- 9 месяцев в году Грета Смолл живёт и тренируется в Австрии в городе Питцаль.